# Braunsapis simillima
Braunsapis simillima är en biart som först beskrevs av Smith 1854.  Braunsapis simillima ingår i släktet Braunsapis och familjen långtungebin. Inga underarter finns listade.

## Bildgalleri

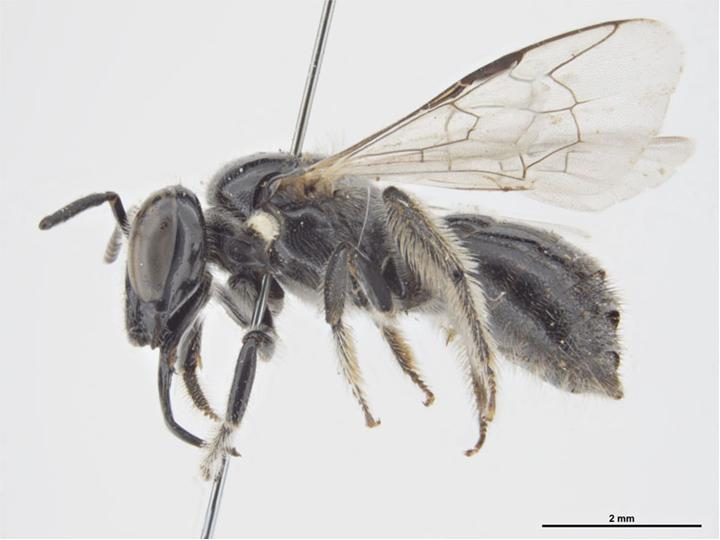
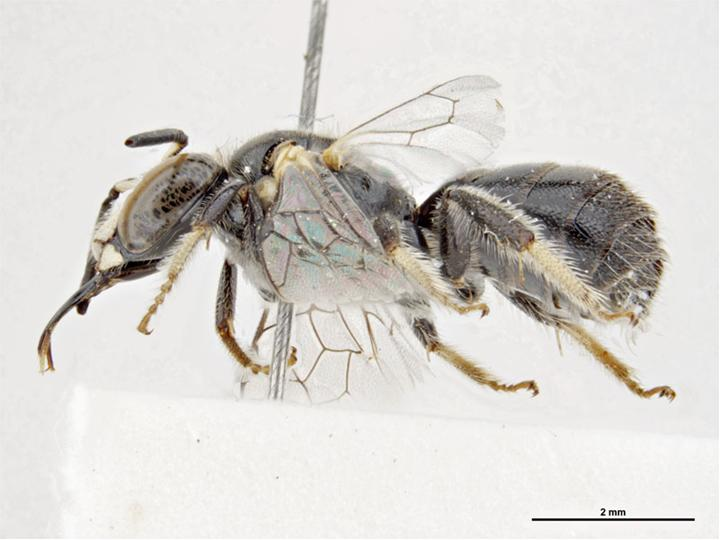